# پی‌اس مونارچ
پی‌اس مونارچ (به انگلیسی: PS Monarch) یک کشتی است که طول آن 42 feet می‌باشد. این کشتی در سال ۱۹۹۴ ساخته شد.